# Csíkos fűegér
A csíkos fűegerek (Lemniscomys) az emlősök (Mammalia) osztályának a rágcsálók (Rodentia) rendjébe, ezen belül az egérfélék (Muridae) családjába tartozó nem.
A nembe 11 faj és több alfaj tartozik. Az egyes fajok életmódja megegyezik, és első ránézésre a külső megjelenésük is nagyon hasonló egymáshoz.

## Előfordulásuk
A csíkos fűegér Afrika füves területeinek lakója, fajai szinte az egész kontinensen megtalálhatóak. A különböző fajok megosztoznak az élőhelyeken a füves szavannától a ligetes erdőkig. Csak a berber csíkos fűegér (L. barbarus) lelhető fel a Szahara északi részén. Ahol több faj él együtt, ott például az egyik a fák között, a másik a nyílt füves területeken lakik.

## Megjelenésük
Teste a házi egérénél jóval nagyobb, fej-törzs hosszuk 8–14 cm, ehhez jön a 8–16 cm-es farok. Testsúlya 18 és 68 gramm között változik. Háta sötétszürke vagy sötétbarna, hasa világos. Színe csíkos, fajonként eltérő számú csíkkal. Ez a mintázat nagyon jó rejtőszín a füves szavannán. Szőre durva, farka csupasz, hossza a test hosszával azonos.

## Életmódjuk

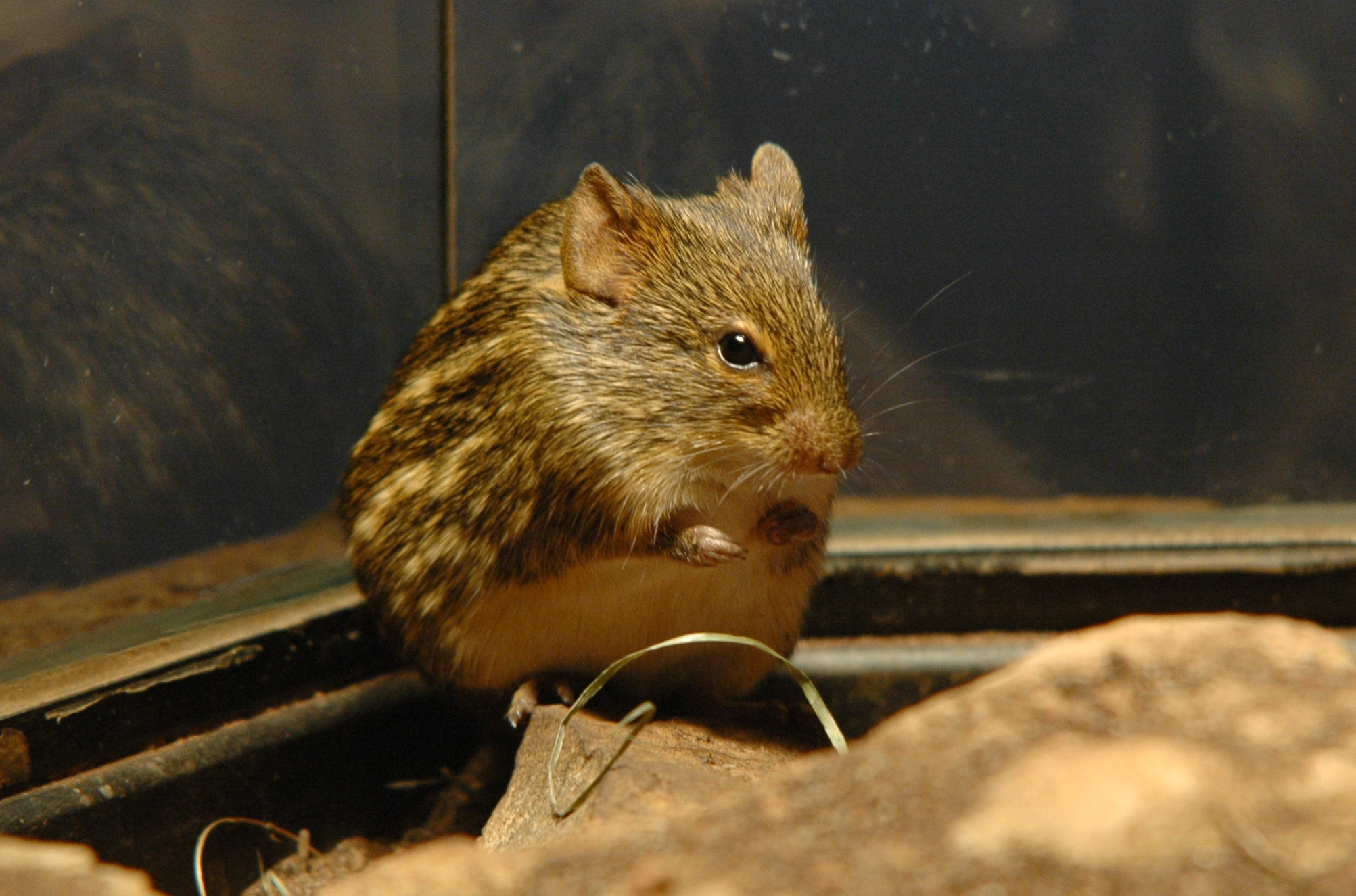
Csíkos fűegér (Lemniscomys striatus)

Nappali állat, kora reggel és késő délután a legaktívabb. Egyes fajok szürkületkor és hajnalban, sőt, éjjel is tevékenykednek. Nagy hőségben megbújik az árnyékban. Legtöbbet a földön tartózkodik, de gyakran mászik fel bokrokra, fákra a termésekért. Fészkét a törpeegérhez hasonlóan fűszálakból és levelekből készíti, és magas fűszálak közé, vagy alacsony bokrokba rejti. A fűegér nagy kolóniákban él, gyorsan fut, és hatalmasat ugrik. Álló helyzetből is egy méter távolra és 70 cm magasra tud elugrani. Saját üreget nem ás, de a veszély elől más állatok üregeibe menekül.
A csíkos fűegér főként fűfélékkel, hajtásokkal, különféle magokkal táplálkozik, emellett gyakran fogyaszt rovarokat is. Fogságban 4-5 évig is élhet, vadon azonban a legtöbbjük még az első életévét sem éri meg. Ennek megfelelően nagyon szaporák, egy alomban akár 12 kölyökkel, de az alom mérete többnyire 4-5. Egy évben több almot is felnevelhetnek; egy fogságban élő pár 15 hét alatt 4 almot nevelt.

## Szaporodásuk
A csíkos fűegér évente kétszer szaporodik. A szaporodási időszak a száraz évszak letelte után kezdődik, amikor a növények újra kihajtanak, biztosítva a táplálékot az egerek számára.
A nőstény 21 napos vemhesség után 2-8 kölyköt vet. A kölykök csupaszon és vakon születnek, de a csíkok már felismerhetők a bőrükön.
Szemük 1 hetesen nyílik ki, 2 hetesen kezdenek szilárd táplálékot enni. Kb. 3 hetes korukig szopnak utána már elválaszthatók. A hímek 2,5 a nőstények 5 hónapos korukra válnak ivaréretté. A nőstények ivarszerve sokkal közelebb van a végbél nyíláshoz, így már kis korban is meg lehet különböztetni a nemeket.
A kis fűegerek 2,5-5 hónapos korukban válnak ivaréretté. Amikor a hímek ivarérettek lesznek, a fenekük ˝kicsúcsosodik˝, ami tulajdonképpen a heréjük. Fogságban 2,5-3 évig él, a szakirodalom szerinti rekord élettartam 5 év volt.

## Veszélyeztetettség
A Lemniscomys mittendorfi szűk élőhelye miatt veszélyeztetett, a többi faj viszont nem veszélyeztetett. Néhány jobban elterjedt fajt fogságban is tartanak, így a L. barbarus, L. striatus és a L. zebra fajokat.

## Terráriumi tartás
A Lemniscomys barbarus és Lemniscomys striatus újabban díszállatként is elterjedt. Népszerűségét több vonzó tulajdonságának köszönheti: nappal aktív, sok más kisállatként tartott egérfélével ellentétben nincs kellemetlen szagú váladéka, szinte soha nem harap. Az egyetlen nehézséget különleges mozgékonysága és nagy ugrásai jelentik.

## Rendszerezés
Jelenleg 11 fajt sorolnak ebbe a nembe. Lehetséges, hogy fajkomplexről van szó.
- Lemniscomys barbarus Linnaeus, 1766 típusfaj – Élőhelye Észak-Afrika (Marokkó, Tunézia) és a Szahel-övezet. A legkisebb faj és a nem típusfaja. Testhossza 9-12 cm (a farka még egyszer ugyanennyi), testsúlya 30 gramm. Színe barna alapon világossárga csíkos. Ez az egyik faj, amely újabban elterjedt mint kedvtelésből tartott terráriumi kisállat. Számos alfaja ismert.
- Lemniscomys bellieri Van der Straeten, 1975 – Élőhelye Guinea, Elefántcsontpart, Ghána (Nyugat-Afrika).
- Lemniscomys griselda Thomas, 1904 – Elterjedési területe Angola (Dél-Afrika).
- Lemniscomys hoogstraali Dieterlen, 1991 – Szudán délkeleti részén, a Felső-Nílus vidékén él (Kelet-Afrika).
- Lemniscomys linulus Thomas, 1910 – Élőhelye Szenegál és Elefántcsontpart (Nyugat-Afrika).
- Lemniscomys macculus Thomas & Wroughton, 1910 – Elterjedési területe a Kongói Demokratikus Köztársaság északkeleti része, Etiópia és Kenya (Kelet-Afrika).
- Lemniscomys mittendorfi Eisentraut, 1968 – Elterjedése csupán Kamerun (Nyugat-Afrika) egy kis részére, az Oku-hegyre korlátozódik. Veszélyeztetett faj.
- Lemniscomys rosalia Thomas, 1904 – Élőhelye egész Dél-Afrika és Kenya déli része (Kelet-Afrika). Testhossza 24-30 cm (a farka még egyszer ugyanennyi), testsúlya 51-74 gramm.
- Lemniscomys roseveari Van der Straeten, 1980 – Élőhelye Zambia két területe (Nyugat-Afrika), mérsékelten veszélyeztetett.
- Lemniscomys striatus Linnaeus, 1758 – Észak-Afrika és Dél-Afrika kivételével az egész afrikai kontinensen megtalálható. Testhossza 14 cm (a farka még egyszer ugyanennyi), testsúlya 70 gramm. Ez a másik terráriumi kisállatként tartott csíkosfűegérfaj.
- Lemniscomys zebra Heuglin, 1864[5] – Élőhelye Szenegál, Kongó, Kenya, Tanzánia középső és északi területei.

## Fordítás
- Ez a szócikk részben vagy egészben  a   Streifengrasmäuse című német Wikipédia-szócikk fordításán alapul.  Az eredeti cikk szerkesztőit annak laptörténete sorolja fel. Ez a jelzés csupán a megfogalmazás eredetét és a szerzői jogokat jelzi, nem szolgál a cikkben szereplő információk forrásmegjelöléseként.